# Dioscúrides de Samos
Dioscúrides o Dioscòrides (en grec antic: Διοσκουρίδης), natural de Samos, fou el creador de dos paviments mosaics trobats a Pompeia, a l'anomenada «vil·la de Ciceró». Representen escenes còmiques i porten el nom de l'artista: «ΔΙΟΣΚΟΥΡΙΔΗΣ ΣΑΜΙΟΣ ΕΠΟΙΗΣΕ» ('fet per Dioscúrides de Samos'). Són fets amb ceràmica vidrada i es consideren els més bells dels mosaics antics.